# Pentland Firth
Pentland Firth (frei übersetzt: „die Meerenge im Land der Pikten“) bezeichnet die Meerenge/den Sund zwischen dem schottischen Festland und Orkney. Sie entstand durch den Meeresspiegelanstieg in der Nacheiszeit, irgendwann zwischen 12.000 und 10.000 v. u. Z. (Datierungen liegen vor, sind aber umstritten).

## Bedeutung
Der Pentland Firth gilt wegen seiner extremen Strömungs- und Windverhältnisse als eines der schwierigsten Seegebiete im Grenzbereich zwischen Nordsee und Nordatlantik. So hat z. B. bei der Indienststellungsfahrt von MV St. Sunniva, einer Fähre der Reederei P&O – Peninsular and Oriental Line – in den 1980er Jahren ein Kaventsmann das Brückendeck zerschlagen, so dass die Fähre im Schutz der schottischen Küste zurück nach Aberdeen laufen musste.
Nahezu 100 % der ausfallenden Überfahrten im Ferry Lifeline Service zwischen Orkney (Stromness) und dem schottischen Festland (Scrabster) gehen nicht auf das Konto widriger Witterungsverhältnisse im Seegebiet um Orkney oder vor der schottischen Nordküste allgemein, sondern allein auf das Konto der Bedingungen auf den entscheidenden vier Seemeilen zwischen der Südküste von Hoy und dem Festland bei Scrabster.

## Gezeitenstromschnellen (Tidal Races)
Der Firth ist sehr bekannt für die Intensität des Gezeitenstroms, der wegen seiner hohen Durchflussmenge zu den energiereichsten der Welt gehört. Allein der nur ca. 7 km breite Hauptstrom zwischen Duncansby Head und Muckle Skerry führt im Durchschnitt etwa achtmal so viel Wasser wie der Amazonas. Deshalb wird diese Gegend auch als das „Saudi-Arabien der Gezeitenkraft“ bezeichnet. Westlich der Pentland Skerries wurden bis zu 16 Knoten (etwa 30 km/h) gemessen. Andernorts werden deutlich höhere Spitzengeschwindigkeiten erreicht, die jedoch wegen der kleinen Querschnitte und der geringeren Durchschnittsgeschwindigkeit nur wenig Gesamtvolumenstrom haben (Saltstraumen 22 kn oder Skookumchuck Narrows in British Columbia mit 17 kn). Diese hydrologischen Besonderheiten bieten großes Potenzial zur energetischen Nutzung.
Im Dezember 2014 wurde bekannt gegeben, dass im Pentland Firth das Meeresströmungskraftwerk MeyGen mit einer Leistung von ca. 400 MW errichtet werden soll. Nach Betreiberangaben handelt es sich hierbei um das größte bisher geplante derartige Kraftwerk. Baubeginn war 2015, der erste Strom wurde 2016 mit zwei 1,5-MW-Anlagen produziert, 2017 wurden zwei weitere installiert. Der Probebetrieb lief ein Jahr lang, bis Sommer 2018, sehr erfolgreich. Insgesamt sollen 269 Turbinen zum Einsatz kommen, deren jährliches Regelarbeitsvermögen dem Verbrauch von ca. 175.000 Haushalten entsprechen soll.
Die Kraft der Gezeitenströme führt zu Stromkabbelungen und Gezeitenstromschnellen, die zu bestimmten Zeitpunkten der Tidenströmung auftreten können. Einige der Hauptstromschnellen sind:
- ‘The Merry Men of Mey’. Südwestlich von Stroma; von St John’s point quer über den Firth in Richtung Tor Ness auf der Insel Hoy. Insbesondere auf einer nur 25 m flachen Sandbank 5 km westlich von Stroma bilden sich bei westgerichtetem Strom (Weststrom) und Wind aus Westen (Westwind) konstant stehende und permanent brechende Wellen von mehreren Metern Höhe. Die Geschwindigkeit des Gezeitenstromes kann 10 Knoten (18,5 km/h) übersteigen.

- ‘The Swelkie’. Das Nordende von Stroma ist gleichmäßig gerundet und fällt tief auf 60 m ab, so dass die Strömung sowohl bei Ebbe als auch bei Flut lokal sehr stark beschleunigt wird, hinter Swelkie Point abreißt und einen gewaltigen Strudel bilden kann. Der Strudel wird nach einer Wikingerlegende durch eine Meerhexe verursacht, die dort die Mühlsteine der Salzmühle drehte, um das Meer salzig zu halten. Swelkie ist abgeleitet vom Altnordischen Wort svalga und bedeutet Verschlinger.

- Das ‘Duncansby Race’ fließt stets in östliche Richtung. Es startet nach Niedrigwasser mit dem einsetzenden Flutstrom entlang der Nordostseite der nur 10 m tiefen und 2 km langen Untiefe Boar of Duncansby zunächst unmittelbar vor Ness of Duncansby nach Südost. Mit zunehmendem Flutstrom und zunehmender Wassertiefe über dem Boar of Duncansby fließt in den nächsten zweieinhalb Stunden immer mehr Wasser immer schneller über die Untiefe, nun nach Ostnordost. Dabei entsteht ein weiteres Race westlich davon parallel zur Küste vor Ness of Huna. Nach Hochwasser erzeugt die nach Nordwest gehende Ebbe einen Nehrstrom gegen den Uhrzeigersinn, so dass wiederum ein nach Nordost gehender Strom über die Untiefe geht. Auch östlich vor Duncansby Head bilden sich zu unterschiedlichen Phasen der Tide Stromschnellen mit unterschiedlichem, aber stets gefährlichem Charakter. Besonders gefährlich wird es bei stürmischen Winden gegen die Tidenströmung, da die Strudel den Energietransport innerhalb der Sturmwellen unterbrechen, wodurch deren kinetische Energie in potentielle umgewandelt wird, die Welle sich zu einer Wasserwand aufbaut und im nächsten Moment unter der Schwerkraft zusammenbricht.

- Der ‘Liddel Eddy’ (Liddel-Nehrstrom) bildet sich bei Flut zwischen den Inseln South Ronaldsay und Muckle Skerry.